# 斯利福德
斯利福德（Sleaford）是英格蘭林肯郡的一個城鎮和民政教區，位於波士頓以西16英里（26）。據2011年人口普查，斯利福德有人口17,671人。